# Cymothoe hora
Cymothoe hora är en fjärilsart som beskrevs av William Lucas Distant 1879. Cymothoe hora ingår i släktet Cymothoe och familjen praktfjärilar. Inga underarter finns listade i Catalogue of Life.